# Abbaran-e Do
Abbaran-e Do – miejscowość w południowym Iranie, w ostanie Chuzestan. W 2006 roku miejscowość liczyła 1022 osoby w 194 rodzinach.